# Trolejbusy w Chodżencie
Trolejbusy w Chodżencie − system komunikacji trolejbusowej w tadżyckim mieście Chodżent.

## Historia
Trolejbusy w Chodżencie uruchomiono w 1970. W ostatnich latach zlikwidowano kilka linii trolejbusowych. W 2007 w mieście było 28 trolejbusów z czego sprawnych było 17 trolejbusów. 15 maja 2008 wstrzymano ruch trolejbusów ma czas nieokreślony. Przed wstrzymaniem ruchu częste były przerwy w dostawach prądu.

## Tabor
W Chodżencie eksploatowano wyłącznie trolejbusy typu ZiU-9. Obecnie w mieście jest 15 trolejbusów